# Championnat de France masculin de handball 1995-1996
Navigation
Division 1 1994-1995 Division 1 1996-1997
Le championnat de France de Division 1 masculin 1995-1996 est la 44e saison du plus haut niveau du handball masculin en France. 
Le titre de champion de France est remporté par le OM Vitrolles qui remporte son second titre après 1994. Mais les gros problèmes financiers du club conduiront à sa relégation administrative en Division 2, avant de disparaître.
C'est le PSG Asnières, vice-champion, qui représentera la France en Ligue des champions. Quant au Montpellier Handball, champion en titre, le club termine à la 4e place après s'être fait doubler par l'US Créteil lors de la dernière journée. Enfin, l'US Ivry remporte la Coupe de France aux dépens de l'OM Vitrolles (30 à 22).
Outre l'OM Vitrolles, les deux autres clubs relégués sont le SC Sélestat de Thierry Omeyer et l'USM Gagny. Pour Gagny, l'ancien club phare français doit faire face depuis plusieurs mois à d'importants problèmes financiers, qui conduiront peu de temps après au dépôt de bilan du club.

## Effectifs et transferts
Les effectifs et transferts pour la saison 1995-1996 sont  :
- Montpellier Handball, champion en 95
  - Arrivées : Geir Sveinsson (Reykjavik, Islande), Olivier Maurelli (Bordeaux), Cédric Burdet (Chambéry), Fahti Belkir (Thau, retour club).
  - Départs : Ion Mocanu (Pontault-Combault).
  - Effectif : 16. Tchoumak, 1. Karaboué, 15. Belkir aux buts. 2. Csak, 3. Mahé, 4. Sveinsson, 5. G. Anquetil, 6. Bisgambiglia, 8. F. Anquetil, 9. Houlet, 10. Puigsegur, 11. Teyssier, 13. Golic, 14. Wiltberger, 17. Burdet, 18. Maurelli, 19. Cazal,
  - Entraîneur : Patrice Canayer.
- OM Vitrolles, 2e et vainqueur de la Coupe de France en 95
  - Arrivées : Bruno Martini (Istres, retour au club), Lionel Geoffroy (Aix-en Provence), Nikola Grahovac (Nîmes), Sead Hasanefendić (entraîneur, Allemagne).
  - Départs : Zoran Đorđić (Chambéry), Pascal Jacques (SMEC), Mile Isaković (entraîneur).
  - Effectif : 12. Martini, 16. Delattre aux buts. 3. Grahovac, 5. Volle, 6. Geoffroy. 8. Julia, 9. Kuzmanovski, 10. Munier, 11. Quintin, 13. Gardent, 14. Perreux, 15. Amalou, 17. Merlaud. 18. Richardson,
  - Entraîneur : Sead Hasanefendić.
- US Ivry, 3e en 95
  - Arrivées : Franck Maurice (Gagny), Hubert Droy (Saint-Brice).
  - Départs : Jean-Charles Spinasse et Bruno Duchemann (Créteil).
  - Effectif : 1. Lavrov, 12. Bertreux, 16. Albertini aux buts. 2. Poinsot, 3. Nita, 4. Schaaf, 5. Droy, 6. Prandi, 7. Hager, 8. Léandri, 9. Maurice, 10. Koudinov, 11. Richard, 14. Blin, 15. Joulin, 17. Tari.
  - Entraîneur : Valery Sidorenko, puis Philippe Blin à partir du moise de novembre
- PSG Asnières, 4e en 95 
  - Arrivées : Gaël Monthurel (Gagny), Marc Bouriot (Livry-Gargan), Anthony Touboul (Chambéry).
  - Départs : Stéphane Moualek (Chambéry)
  - Effectif : 16. Lukić, 12. Touboul aux buts. 4. Leton, 5. Cordinier, 6. Lathoud, 5. Farrenc, 9. Monthurel, 10. Mons, 13. Latchimy, 14. Payet, 15. Delaire, 18. Stoecklin, Racine, Bouriot, Masse.
  - Entraîneur : Risto Magdinčev.
- US Créteil, 5e en 95 
  - Arrivées : Christophe Lassaut, Didier Mancel et Frédéric Louis (Pontault-Combault), Jean-Charles Spinasse et Bruno Duchemann (Ivry), Abati (Gagny), Guillaume Slendak (Torcy).
  - Départs : Christian Gaudin et Zlatko Saračević (Istres), Alain Graillot (Dijon), Mickaël Lobanoff (Pontault-Combault), Bruno Basneville (Massy), David Dumontel.
  - Effectif : 1. Pellier. 12. Lassaut, 22. Pierron aux buts. 2. Cochard, 3. Mantes, 4. Pons, 5. Lepetit, 6. Bouland. 7. Duchemann, 9. Spinasse, 10. Slendak, 11. Manuel, 13. Kervadec, 14. Louis, 15. Graillot, 18. Remili, Abati.
  - Entraîneur : Thierry Anti.
- UMS Pontault-Combault, 6e en 95 
  - Arrivées : Francis Franck (Gagny), Vincent Navarro (SF Issy), Mickaël Lobanoff (Créteil), Jean-François Schwartz (Strasbourg), Ion Mocanu (Montpellier).
  - Départs : Jean-Louis Auxenfans (ACBB), Christophe Lassaut, Didier Mancel et Frédéric Louis (Créteil), Eric Bernard (Villeurbanne).
  - Effectif : 12. Boissonnet, 1. Franck aux buts. 3. Hemai, 6. Sapet. 8. Cholet. 9. Zaharia, 10. Taï. 17. Tircazes, Navarro, Lobanoff, Schwartz, Mocanu.
  - Entraîneur : Philippe Carrara.
- Girondins de Bordeaux HBC, 8e en 95 
  - Arrivées : Ciprian Beșta (Strasbourg).
  - Départs : Olivier Maurelli (Montpellier), Bruno Segur.
  - Effectif : 1. Bos, 12. Arriubergé aux buts. 2. Rouvier, 4. Carrera. 5. Salazar, 6. Arquez, 7. Lallet, 8. Marty, 9. Brachet, 13. Rios, 15. Bouquin, 17. Figue, Beșta, Chareteur, Guerin.
  - Entraîneur : Boro Golić.
- USM Gagny, 9e en 95 
  - Arrivées : Eric Maillot et Sylvain Piscine (Livry-Gargan), Frédéric Dole (Dijon), Lucien Dambreville (Massy), Pierre-Yves Rigault (Epinay), Philippe Germain (entraîneur, section féminine), Ermin Velić (en cours de saison[8])
  - Départs : Gaël Monthurel (PSG-Asnières), Franck Maurice (Ivry), Christophe Lubery (Thau), Joël Abati (Créteil), Sylvain Cloarec (Chambéry). Pierre Romero (Villeurbanne). Francis Franck (Pontault-Combault), Jean-Paul Krumbholz (entraîneur).
  - Effectif : 1. Velić[8], 12. Filstroff aux buts, 3. Maillot, 5. Ricard, 6. Martin, 7. Rigault, B. Dambreville, 9. Girard, 10. Cepulis, 11. Courteaux, 13. Piscina, 14. Dole, 18. Samy.
  - Entraîneur : Philippe Germain.
- SC Sélestat, 10e et finaliste de la Coupe de France en 95 
  - Arrivées : Johann Lhou Moha et Allan Durban (Strasbourg). Baptist Sieber (Amiticia Zurich).
  - Départs : néant
  - Effectif : 1. Bertrand Hoffer, 12. Omeyer[8] aux buts. 2. Stéphane Schmidt, 3. Allan Durban, 4. Daniel Kuhn, 5. Martial Barassi, 6. François Berthier, 7. Olivier Engel, 8. Baptist Sieber, 9. Eddy Gateau, 10. Franck Voné, 11. Tom Camara, 13. Didier Stachnick, 14. José Barreira, 17. Johann Lhou Moha.
  - Entraîneur : Konrad Affolter.
- SO Chambéry, 11e en 95
  - Arrivées : Zoran Đorđić (OM-Vitrolles), Stéphane Moualek (PSG-Asnières), Sylvain Cloarec (Gagny).
  - Départs : Anthony Touboul (PSG-Asnières), Cédric Burdet (Montpellier), Adrien Nonglaion, Vincent Fabre (OM-Vitrolles).
  - Effectif : 1. Varloteaux. 12. Đorđić aux buts. 2. Lionel Burdet, 3. Moualek, 4. Majstorovic, 5. Chapel. 6. Cloarec, 7. Jourdain. 8. Rey-Giraud, 10. Reverdy, 13. Perrier, 14. G. Gille, 15. Molliex, 17. Borsos,
  - Entraineur : Rudy Bertsch.
- US Dunkerque, 12e en 95 (repêché)
  - Arrivées : Gabriel Bourguignon (Saintes), Jérôme Delaporte (St Marcel, ex-St Brice), Arnaud Calbry (Falaise), Didier Evrard (Nancy), Yan Germain (Gagny).
  - Départs : Jean-Serge Valmar (Nîmes), Frédéric Pommelet (Lomme), Cédric Pinon (Anzin).
  - Effectif : 1. Mladenović, 21. Barbieux, 12. Bourguignon aux buts. 2. Delaporte, 3. Evrard, 5. Fruchard, 6. Gruselle, 7. Histre, 8. Deheunynck, 9. Martin, 10. Calbry, 11. Vermersch, 13. Germain, 14. Goetghbeur, 18. Sylla,
  - Entraîneur : Jean-Pierre Lepointe.
- Istres Sports, champion de N1 fédérale en 1995
  - Arrivées : Christian Gaudin et Zlatko Saračević (Créteil), Edouard N'Doumbé (Livry-Gargan), Mourad Bendris (Vénissieux).
  - Départs : Bruno Martini (OM-Vitrolles, retour club), Christophe Gianni (Ajaccio). Christian Caillat (Saintes).
  - Effectif : 1. Gaudin, 12. Matrat aux buts. 3. Laurain. 4. Beghouach, 5. Duﬁet, 6. Kious. 7. Boudaouch, 8. N'Doumbé, 9. Bendris, 10. Erisson, 11. Saračević, 14. Delon, 15. Derot, 17. Gensoulen.
  - Entraîneur : Jean-Louis Derot.
- Sporting Toulouse 31, deuxième de N1 fédérale en 1995
  - Arrivées : Rudi Prisăcaru (Strasbourg).
  - Départs : néant
  - Effectif : 1. Perez, 12. Birades aux buts. 2. Réa, 3. Pistolesi. 4. Camel, 5. Thibaut, 6. Prisăcaru, 7. Plantin, 8. Cerdan, 9. Ruiz, 10. Bendjemil, 13. Techer, 14. Ouerghemmi. 15. Gaillard.
  - Entraîneur : Jean Weber
- HBC Villeneuve d'Ascq, troisième de N1 fédérale en 1995
  - Arrivées : Redouane Aouachria (la Roche-sur-Yon).
  - Départs : Sébastien Herbaut (Dunkerque), Benoit Lemaitre et Pascal Lelievre (arrêts).
  - Effectif : 1. F. N'Diaye. 12. Boulanghien aux buts. 2. Bouanik, 3. G. N'Diaye. 4. Buisine. 5. Vandenbosche. 6. Habits, 7. Aouachria, 8. M. Neguede, 9. B. Manavit, 10. Gradel, 11. C. Neguede, 14. A. Manavit, 15. V. N'Diaye.
  - Entraîneur : Mohamed Nasser.

## Compétition

### Classement final
Le classement final du championnat est :
| \| \| Équipe \| Pts \| J \| G \| N \| P \| Bp \| Bc \| Diff \| \| -- \| ----------------------------- \| --- \| -- \| -- \| - \| -- \| --- \| --- \| ---- \| \| 1 \| OM Vitrolles \| 50 \| 26 \| 24 \| 2 \| 0 \| 752 \| 555 \| 197 \| \| 2 \| PSG Asnières \| 43 \| 26 \| 20 \| 3 \| 3 \| 696 \| 608 \| 88 \| \| 3 \| US Créteil \| 38 \| 26 \| 18 \| 2 \| 6 \| 611 \| 520 \| 91 \| \| 4 \| Montpellier Handball T \| 38 \| 26 \| 18 \| 2 \| 6 \| 602 \| 516 \| 86 \| \| 5 \| US Ivry C \| 33 \| 26 \| 15 \| 3 \| 8 \| 671 \| 608 \| 63 \| \| 6 \| Girondins de Bordeaux HBC \| 25 \| 26 \| 12 \| 1 \| 13 \| 578 \| 611 \| -33 \| \| 7 \| UMS Pontault-Combault \| 22 \| 26 \| 10 \| 2 \| 14 \| 610 \| 648 \| -38 \| \| 8 \| Istres Sports P \| 21 \| 26 \| 10 \| 1 \| 15 \| 547 \| 562 \| -15 \| \| 9 \| US Dunkerque \| 21 \| 26 \| 8 \| 5 \| 13 \| 528 \| 581 \| -53 \| \| 10 \| SO Chambéry \| 20 \| 26 \| 8 \| 4 \| 14 \| 568 \| 609 \| -41 \| \| 11 \| HBC Villeneuve d'Ascq/Lille P \| 20 \| 26 \| 10 \| 0 \| 16 \| 563 \| 608 \| -45 \| \| 12 \| Sporting Toulouse 31 P \| 16 \| 26 \| 8 \| 0 \| 18 \| 525 \| 578 \| -53 \| \| 13 \| SC Sélestat HB CA \| 15 \| 26 \| 7 \| 1 \| 18 \| 532 \| 579 \| -47 \| \| 14 \| USM Gagny 93 \| 2 \| 26 \| 1 \| 0 \| 25 \| 591 \| 791 \| -200 \| | Légende - Qualifié pour la Ligue des champions - Qualifié pour la Coupe des coupes - Qualifié pour la Coupe de l'EHF - Qualifié pour la Coupe des Villes - Repêché - Relégation en Division 2 - Dépôt de bilan - T : Tenant du titre - C : Vainqueur de la Coupe de France - P : Promu de Division 2 en début de saison. |     |    |    |   |    |     |     |      |
| | Équipe | Pts | J  | G  | N | P  | Bp  | Bc  | Diff |
| 1 | OM Vitrolles | 50  | 26 | 24 | 2 | 0  | 752 | 555 | 197  |
| 2 | PSG Asnières | 43  | 26 | 20 | 3 | 3  | 696 | 608 | 88   |
| 3 | US Créteil | 38  | 26 | 18 | 2 | 6  | 611 | 520 | 91   |
| 4 | Montpellier Handball T | 38  | 26 | 18 | 2 | 6  | 602 | 516 | 86   |
| 5 | US Ivry C | 33  | 26 | 15 | 3 | 8  | 671 | 608 | 63   |
| 6 | Girondins de Bordeaux HBC | 25  | 26 | 12 | 1 | 13 | 578 | 611 | -33  |
| 7 | UMS Pontault-Combault | 22  | 26 | 10 | 2 | 14 | 610 | 648 | -38  |
| 8 | Istres Sports P | 21  | 26 | 10 | 1 | 15 | 547 | 562 | -15  |
| 9 | US Dunkerque | 21  | 26 | 8  | 5 | 13 | 528 | 581 | -53  |
| 10 | SO Chambéry | 20  | 26 | 8  | 4 | 14 | 568 | 609 | -41  |
| 11 | HBC Villeneuve d'Ascq/Lille P | 20  | 26 | 10 | 0 | 16 | 563 | 608 | -45  |
| 12 | Sporting Toulouse 31 P | 16  | 26 | 8  | 0 | 18 | 525 | 578 | -53  |
| 13 | SC Sélestat HB CA | 15  | 26 | 7  | 1 | 18 | 532 | 579 | -47  |
| 14 | USM Gagny 93 | 2   | 26 | 1  | 0 | 25 | 591 | 791 | -200 |

### Résultats
Les résultats journée par journée sont,,,,
| J   | Équipe               | Score | Équipe 2                    |
| --- | -------------------- | ----- | --------------------------- |
| 1re | Istres Sports        | 19-19 | Montpellier Handball        |
| 1re | Sporting Toulouse 31 | 20-30 | OM Vitrolles                |
| 1re | US Ivry              | 25-24 | HBC Villeneuve d'Ascq/Lille |
| 1re | SO Chambéry          | 20-20 | PSG Asnières                |
| 1re | US Créteil           | 19-18 | SC Sélestat HB CA           |
| 1re | USM Gagny 93         | 25-34 | UMS Pontault-Combault       |
| 1re | US Dunkerque         | 19-15 | Girondins de Bordeaux HBC   |

| J  | Équipe                      | Score | Équipe 2             |
| -- | --------------------------- | ----- | -------------------- |
| 2e | Montpellier Handball        | 22-18 | Sporting Toulouse 31 |
| 2e | HBC Villeneuve d'Ascq/Lille | 26-20 | Istres Sports        |
| 2e | OM Vitrolles                | 31-19 | SO Chambéry          |
| 2e | SC Sélestat HB CA           | 18-23 | US Ivry              |
| 2e | PSG Asnières                | 36-25 | USM Gagny 93         |
| 2e | Girondins de Bordeaux HBC   | 19-19 | US Créteil           |
| 2e | UMS Pontault-Combault       | 14-14 | US Dunkerque         |

| J  | Équipe               | Score | Équipe 2                    |
| -- | -------------------- | ----- | --------------------------- |
| 3e | Montpellier Handball | 21-18 | HBC Villeneuve d'Ascq/Lille |
| 3e | SO Chambéry          | 23-22 | Sporting Toulouse 31        |
| 3e | Istres Sports        | 18-17 | SC Sélestat HB CA           |
| 3e | USM Gagny 93         | 22-34 | OM Vitrolles                |
| 3e | US Ivry              | 25-15 | Girondins de Bordeaux HBC   |
| 3e | US Dunkerque         | 26-26 | PSG Asnières                |
| 3e | US Créteil           | 23-22 | UMS Pontault-Combault       |

| J  | Équipe                    | Score | Équipe 2                    |
| -- | ------------------------- | ----- | --------------------------- |
| 4e | SO Chambéry               | 15-17 | Montpellier Handball        |
| 4e | SC Sélestat HB CA         | 15-24 | HBC Villeneuve d'Ascq/Lille |
| 4e | Sporting Toulouse 31      | 31-21 | USM Gagny 93                |
| 4e | Girondins de Bordeaux HBC | 20-16 | Istres Sports               |
| 4e | OM Vitrolles              | 33-14 | US Dunkerque                |
| 4e | UMS Pontault-Combault     | 28-28 | US Ivry                     |
| 4e | PSG Asnières              | 22-26 | US Créteil                  |

| J  | Équipe                      | Score | Équipe 2                  |
| -- | --------------------------- | ----- | ------------------------- |
| 5e | Montpellier Handball        | 19-16 | SC Sélestat HB CA         |
| 5e | USM Gagny 93                | 23-33 | SO Chambéry               |
| 5e | HBC Villeneuve d'Ascq/Lille | 24-22 | Girondins de Bordeaux HBC |
| 5e | US Dunkerque                | 25-21 | Sporting Toulouse 31      |
| 5e | Istres Sports               | 18-14 | UMS Pontault-Combault     |
| 5e | US Créteil                  | 24-31 | OM Vitrolles              |
| 5e | US Ivry                     | 22-25 | PSG Asnières              |

| J  | Équipe                    | Score | Équipe 2                    |
| -- | ------------------------- | ----- | --------------------------- |
| 6e | USM Gagny 93              | 17-33 | Montpellier Handball        |
| 6e | Girondins de Bordeaux HBC | 24-21 | SC Sélestat HB CA           |
| 6e | SO Chambéry               | 25-25 | US Dunkerque                |
| 6e | UMS Pontault-Combault     | 27-20 | HBC Villeneuve d'Ascq/Lille |
| 6e | Sporting Toulouse 31      | 16-15 | US Créteil                  |
| 6e | PSG Asnières              | 25-24 | Istres Sports               |
| 6e | OM Vitrolles              | 25-22 | US Ivry                     |

| J  | Équipe                      | Score | Équipe 2                  |
| -- | --------------------------- | ----- | ------------------------- |
| 7e | Montpellier Handball        | 24-17 | Girondins de Bordeaux HBC |
| 7e | US Dunkerque                | 21-18 | USM Gagny 93              |
| 7e | SC Sélestat HB CA           | 27-19 | UMS Pontault-Combault     |
| 7e | US Créteil                  | 24-22 | SO Chambéry               |
| 7e | HBC Villeneuve d'Ascq/Lille | 25-26 | PSG Asnières              |
| 7e | US Ivry                     | 25-18 | Sporting Toulouse 31      |
| 7e | Istres Sports               | 17-26 | OM Vitrolles              |

| J  | Équipe                | Score | Équipe 2                    |
| -- | --------------------- | ----- | --------------------------- |
| 8e | US Dunkerque          | 17-20 | Montpellier Handball        |
| 8e | UMS Pontault-Combault | 23-18 | Girondins de Bordeaux HBC   |
| 8e | USM Gagny 93          | 17-27 | US Créteil                  |
| 8e | PSG Asnières          | 25-21 | SC Sélestat HB CA           |
| 8e | SO Chambéry           | 25-20 | US Ivry                     |
| 8e | OM Vitrolles          | 27-23 | HBC Villeneuve d'Ascq/Lille |
| 8e | Sporting Toulouse 31  | 13-18 | Istres Sports               |

| J  | Équipe                      | Score | Équipe 2              |
| -- | --------------------------- | ----- | --------------------- |
| 9e | Montpellier Handball        | 27-15 | UMS Pontault-Combault |
| 9e | US Créteil                  | 27-18 | US Dunkerque          |
| 9e | Girondins de Bordeaux HBC   | 27-32 | PSG Asnières          |
| 9e | US Ivry                     | 29-21 | USM Gagny 93          |
| 9e | SC Sélestat HB CA           | 24-25 | OM Vitrolles          |
| 9e | Istres Sports               | 21-18 | SO Chambéry           |
| 9e | HBC Villeneuve d'Ascq/Lille | 21-19 | Sporting Toulouse 31  |

| J   | Équipe               | Score | Équipe 2                    |
| --- | -------------------- | ----- | --------------------------- |
| 10e | US Créteil           | 25-23 | Montpellier Handball        |
| 10e | PSG Asnières         | 28-24 | UMS Pontault-Combault       |
| 10e | US Dunkerque         | 22-21 | US Ivry                     |
| 10e | OM Vitrolles         | 33-21 | Girondins de Bordeaux HBC   |
| 10e | USM Gagny 93         | 21-23 | Istres Sports               |
| 10e | Sporting Toulouse 31 | 22-19 | SC Sélestat HB CA           |
| 10e | SO Chambéry          | 26-20 | HBC Villeneuve d'Ascq/Lille |

| J   | Équipe                      | Score | Équipe 2             |
| --- | --------------------------- | ----- | -------------------- |
| 11e | Montpellier Handball        | 26-28 | PSG Asnières         |
| 11e | US Ivry                     | 25-27 | US Créteil           |
| 11e | UMS Pontault-Combault       | 22-31 | OM Vitrolles         |
| 11e | Istres Sports               | 18-16 | US Dunkerque         |
| 11e | Girondins de Bordeaux HBC   | 20-18 | Sporting Toulouse 31 |
| 11e | HBC Villeneuve d'Ascq/Lille | 30-26 | USM Gagny 93         |
| 11e | SC Sélestat HB CA           | 23-24 | SO Chambéry          |

| J   | Équipe                      | Score | Équipe 2                    |
| --- | --------------------------- | ----- | --------------------------- |
| 12e | US Ivry                     | 26-19 | Montpellier Handball        |
| 12e | OM Vitrolles                | 29-23 | PSG Asnières                |
| 12e | US Créteil                  | 21-20 | Istres Sports               |
| 12e | Sporting Toulouse 31        | 29-22 | UMS Pontault-Combault       |
| 12e | US Dunkerque                | 15-13 | HBC Villeneuve d'Ascq/Lille |
| 12e | HBC Villeneuve d'Ascq/Lille | 27-28 | Girondins de Bordeaux HBC   |
| 12e | SC Sélestat HB CA           | 23-26 | SC Sélestat HB CA           |

| J   | Équipe                      | Score | Équipe 2             |
| --- | --------------------------- | ----- | -------------------- |
| 13e | Montpellier Handball        | 20-20 | OM Vitrolles         |
| 13e | Istres Sports               | 28-21 | US Ivry              |
| 13e | PSG Asnières                | 32-24 | Sporting Toulouse 31 |
| 13e | HBC Villeneuve d'Ascq/Lille | 28-27 | US Créteil           |
| 13e | UMS Pontault-Combault       | 23-22 | SO Chambéry          |
| 13e | SC Sélestat HB CA           | 17-16 | US Dunkerque         |
| 13e | Girondins de Bordeaux HBC   | 29-23 | USM Gagny 93         |

| J   | Équipe                      | Score | Équipe 2             |
| --- | --------------------------- | ----- | -------------------- |
| 14e | Montpellier Handball        | 19-18 | Istres Sports        |
| 14e | OM Vitrolles                | 29-23 | Sporting Toulouse 31 |
| 14e | HBC Villeneuve d'Ascq/Lille | 26-30 | US Ivry              |
| 14e | PSG Asnières                | 28-21 | SO Chambéry          |
| 14e | SC Sélestat HB CA           | 18-22 | US Créteil           |
| 14e | UMS Pontault-Combault       | 37-33 | USM Gagny 93         |
| 14e | Girondins de Bordeaux HBC   | 29-24 | US Dunkerque         |

| J   | Équipe               | Score | Équipe 2                    |
| --- | -------------------- | ----- | --------------------------- |
| 15e | Sporting Toulouse 31 | 18-26 | Montpellier Handball        |
| 15e | Istres Sports        | 28-22 | HBC Villeneuve d'Ascq/Lille |
| 15e | SO Chambéry          | 19-34 | OM Vitrolles                |
| 15e | US Ivry              | 34-23 | SC Sélestat HB CA           |
| 15e | USM Gagny 93         | 30-36 | PSG Asnières                |
| 15e | US Créteil           | 19-15 | Girondins de Bordeaux HBC   |
| 15e | US Dunkerque         | 19-23 | UMS Pontault-Combault       |

| J   | Équipe                      | Score | Équipe 2             |
| --- | --------------------------- | ----- | -------------------- |
| 16e | HBC Villeneuve d'Ascq/Lille | 19-23 | Montpellier Handball |
| 16e | Sporting Toulouse 31        | 17-19 | SO Chambéry          |
| 16e | SC Sélestat HB CA           | 26-24 | Istres Sports        |
| 16e | OM Vitrolles                | 33-26 | USM Gagny 93         |
| 16e | Girondins de Bordeaux HBC   | 19-24 | US Ivry              |
| 16e | PSG Asnières                | 31-26 | US Dunkerque         |
| 16e | UMS Pontault-Combault       | 14-27 | US Créteil           |

| J   | Équipe                      | Score | Équipe 2                  |
| --- | --------------------------- | ----- | ------------------------- |
| 17e | Montpellier Handball        | 22-16 | SO Chambéry               |
| 17e | HBC Villeneuve d'Ascq/Lille | 19-16 | SC Sélestat HB CA         |
| 17e | USM Gagny 93                | 26-23 | Sporting Toulouse 31      |
| 17e | Istres Sports               | 26-21 | Girondins de Bordeaux HBC |
| 17e | US Dunkerque                | 22-29 | OM Vitrolles              |
| 17e | US Ivry                     | 35-27 | UMS Pontault-Combault     |
| 17e | US Créteil                  | 22-22 | PSG Asnières              |

| J   | Équipe                    | Score | Équipe 2                    |
| --- | ------------------------- | ----- | --------------------------- |
| 18e | SC Sélestat HB CA         | 15-19 | Montpellier Handball        |
| 18e | SO Chambéry               | 30-24 | USM Gagny 93                |
| 18e | Girondins de Bordeaux HBC | 25-16 | HBC Villeneuve d'Ascq/Lille |
| 18e | Sporting Toulouse 31      | 22-17 | US Dunkerque                |
| 18e | UMS Pontault-Combault     | 25-18 | Istres Sports               |
| 18e | OM Vitrolles              | 20-18 | US Créteil                  |
| 18e | PSG Asnières              | 27-25 | US Ivry                     |

| J   | Équipe                      | Score | Équipe 2                  |
| --- | --------------------------- | ----- | ------------------------- |
| 19e | Montpellier Handball        | 33-19 | USM Gagny 93              |
| 19e | SC Sélestat HB CA           | 25-24 | Girondins de Bordeaux HBC |
| 19e | US Dunkerque                | 23-23 | SO Chambéry               |
| 19e | HBC Villeneuve d'Ascq/Lille | 24-27 | UMS Pontault-Combault     |
| 19e | US Créteil                  | 22-15 | Sporting Toulouse 31      |
| 19e | Istres Sports               | 17-24 | PSG Asnières              |
| 19e | US Ivry                     | 26-26 | OM Vitrolles              |

| J   | Équipe                    | Score | Équipe 2                    |
| --- | ------------------------- | ----- | --------------------------- |
| 20e | Girondins de Bordeaux HBC | 24-22 | Montpellier Handball        |
| 20e | USM Gagny 93              | 21-28 | US Dunkerque                |
| 20e | UMS Pontault-Combault     | 26-19 | SC Sélestat HB CA           |
| 20e | SO Chambéry               | 16-26 | US Créteil                  |
| 20e | PSG Asnières              | 31-19 | HBC Villeneuve d'Ascq/Lille |
| 20e | Sporting Toulouse 31      | 18-22 | US Ivry                     |
| 20e | OM Vitrolles              | 27-20 | Istres Sports               |

| J   | Équipe                      | Score | Équipe 2              |
| --- | --------------------------- | ----- | --------------------- |
| 21e | Montpellier Handball        | 29-16 | US Dunkerque          |
| 21e | Girondins de Bordeaux HBC   | 29-23 | UMS Pontault-Combault |
| 21e | US Créteil                  | 37-20 | USM Gagny 93          |
| 21e | SC Sélestat HB CA           | 18-19 | PSG Asnières          |
| 21e | US Ivry                     | 24-18 | SO Chambéry           |
| 21e | HBC Villeneuve d'Ascq/Lille | 19-29 | OM Vitrolles          |
| 21e | Istres Sports               | 26-28 | Sporting Toulouse 31  |

| J   | Équipe                | Score | Équipe 2                    |
| --- | --------------------- | ----- | --------------------------- |
| 22e | UMS Pontault-Combault | 23-25 | Montpellier Handball        |
| 22e | US Dunkerque          | 19-24 | US Créteil                  |
| 22e | PSG Asnières          | 28-20 | Girondins de Bordeaux HBC   |
| 22e | USM Gagny 93          | 28-33 | US Ivry                     |
| 22e | OM Vitrolles          | 26-18 | SC Sélestat HB CA           |
| 22e | SO Chambéry           | 19-18 | Istres Sports               |
| 22e | Sporting Toulouse 31  | 16-13 | HBC Villeneuve d'Ascq/Lille |

| J   | Équipe                      | Score | Équipe 2             |
| --- | --------------------------- | ----- | -------------------- |
| 23e | Montpellier Handball        | 22-20 | US Créteil           |
| 23e | UMS Pontault-Combault       | 27-31 | PSG Asnières         |
| 23e | US Ivry                     | 21-21 | US Dunkerque         |
| 23e | Girondins de Bordeaux HBC   | 21-38 | OM Vitrolles         |
| 23e | Istres Sports               | 30-19 | USM Gagny 93         |
| 23e | SC Sélestat HB CA           | 20-17 | Sporting Toulouse 31 |
| 23e | HBC Villeneuve d'Ascq/Lille | 24-20 | SO Chambéry          |

| J   | Équipe               | Score | Équipe 2                    |
| --- | -------------------- | ----- | --------------------------- |
| 24e | PSG Asnières         | 24-18 | Montpellier Handball        |
| 24e | US Créteil           | 22-23 | US Ivry                     |
| 24e | OM Vitrolles         | 33-25 | UMS Pontault-Combault       |
| 24e | US Dunkerque         | 17-16 | Istres Sports               |
| 24e | Sporting Toulouse 31 | 16-23 | Girondins de Bordeaux HBC   |
| 24e | USM Gagny 93         | 18-25 | HBC Villeneuve d'Ascq/Lille |
| 24e | SO Chambéry          | 21-21 | SC Sélestat HB CA           |

| J   | Équipe                      | Score | Équipe 2             |
| --- | --------------------------- | ----- | -------------------- |
| 25e | Montpellier Handball        | 30-24 | US Ivry              |
| 25e | PSG Asnières                | 23-24 | OM Vitrolles         |
| 25e | Istres Sports               | 18-20 | US Créteil           |
| 25e | UMS Pontault-Combault       | 18-19 | Sporting Toulouse 31 |
| 25e | HBC Villeneuve d'Ascq/Lille | 24-21 | US Dunkerque         |
| 25e | Girondins de Bordeaux HBC   | 23-21 | SO Chambéry          |
| 25e | SC Sélestat HB CA           | 30-20 | USM Gagny 93         |

| J   | Équipe               | Score | Équipe 2                    |
| --- | -------------------- | ----- | --------------------------- |
| 26e | OM Vitrolles         | 29-24 | Montpellier Handball        |
| 26e | US Ivry              | 38-28 | Istres Sports               |
| 26e | Sporting Toulouse 31 | 22-24 | PSG Asnières                |
| 26e | US Créteil           | 28-17 | HBC Villeneuve d'Ascq/Lille |
| 26e | SO Chambéry          | 26-28 | UMS Pontault-Combault       |
| 26e | US Dunkerque         | 27-21 | SC Sélestat HB CA           |
| 26e | USM Gagny 93         | 25-30 | Girondins de Bordeaux HBC   |

## Effectif du champion
L'effectif de l'Olympique de Marseille Vitrolles, champion de France est, :
- 12 - Bruno Martini (GdB)
- 16 - Yohann Delattre (GdB)
- 03 - Nikola Grahovac
- 05 - Frédéric Volle
- 06 - Lionel Geoffroy
- 08 - Philippe Julia
- 09 - Slobodan Kuzmanovski
- 10 - Laurent Munier
- 11 - Éric Quintin
- 13 - Philippe Gardent
- 14 - Thierry Perreux
- 15 - Éric Amalou
- 17 - Armel Merlaud
- 18 - Jackson Richardson

Entraîneur
- Sead Hasanefendić

L'OM Vitrolles étant finalement contraint de déposer le bilan à l'issue de la saison, c'est le PSG Asnières qui représente la France la saison suivante en Ligue des champions. Son effectif était :	
- 01 - Maxime Spincer (GdB)
- 12 - Anthony Touboul (GdB)
- 16 - Dejan Lukić (GdB)
- 04 - Fabrice Léton
- 05 - Stéphane Cordinier
- 06 - Denis Lathoud
- 08 - Nicolas Farrenc
- 09 - Gaël Monthurel
- 10 - Gérald Motte
- 13 - Bernard Latchimy
- 15 - Delaire
- 18 - Stéphane Stoecklin
- ? - Fabrice Payet
- ? - Gregory Racine
- ? - Marc Bouriot
- ? - Alexandre Masse

Entraîneur
- Risto Magdinčev